# Ahn Jung-hwan

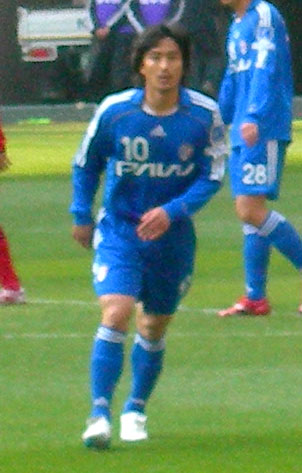
Ahn Jung-Hwan

Ahn Jung-Hwan (Paju, 27 de janeiro de 1976), é um ex-futebolista sul-coreano que atuava como atacante.

## Carreira
Disputou duas Copas do Mundo, sendo que em 2002, marcou o gol de ouro contra a então tricampeã Itália. Após o jogo, Ahn, que jogava no Perugia, foi considerado persona non grata pela diretoria do clube, e seu contrato acabou cancelado.

## Títulos

### Clube
Yokohama F·Marinos
- Campeonato Japonês de Futebol: 2004

### Individual
- K-League jogador do ano: 1999
- Seleção da K-League: 1998, 1999
- Jogador do ano da AFC: 2002